# マクロスエース
『マクロスエース』（マクロスAとも表記、英語表記はMACROSS ACE）は2009年1月26日に角川書店より創刊された「マクロスシリーズ」総合漫画雑誌である。

## 概要
1982年に放映が開始された『超時空要塞マクロス』以来、TVアニメ、劇場用映画、OVAをはじめ、多岐にわたるメディア・商品展開が行われている「マクロスシリーズ」を題材にした漫画雑誌である。『月刊少年エース』の姉妹誌で、「ガンダムシリーズ」総合誌『ガンダムエース』の増刊という扱いである。第1号が2009年1月発売、第2号が6月発売、第3号が11月発売と創刊された2009年は年3回刊のペースで刊行された。
2010年からは季刊化され、第4号以降は3月、6月、9月、12月というペースで刊行されるようになった。
価格は第3号までが消費税込み480円（本体457円）だが、第4号からは540円（本体514円）になった。
『超時空要塞マクロス』を同作のキャラクターデザイナーである美樹本晴彦自らが再構築、漫画化した『超時空要塞マクロス THE FIRST』が最大の目玉。同作は40ページに渡って掲載されており、表紙も飾っている。
『マクロス7』の7年後を舞台とするシティ7艦内の少女ピアニストの物語「マクロス7thコード」（叶之明）、『マクロスF』のキャラクターによるオリジナルエピソード「マクロスF しーくれっとびじょんず」（okiura）、4コマギャグ漫画「ゼントラ弁当マクロス風」（アキバ鉄工）などの漫画も掲載されている。その他にも制作者や出演声優へのインタビューやコラム記事、『劇場版 マクロスF』の情報やコンピュータゲーム作品の特報、プラモデルや超合金の記事、広告など掲載記事はほとんどが「マクロスシリーズ」に関係したものとなっている。
ページ数は270前後、発行部数は12万部。
2011年3月の『Vol.8』を最後に『マクロスエース』本誌は発売されておらず、本誌『Vol.9』については公式には発売日未定とされている。
掲載作品の「マクロス THE FIRST」および「マクロスプラス タックネーム」は2011年9月に新創刊された雑誌『ニュータイプエース』（以下NA）に移籍して連載され、同誌の1コーナー「マクロスエース+」としてマクロス関連の情報が連載されている。

## 漫画

### 連載漫画
- 超時空要塞マクロス THE FIRST（美樹本晴彦）Vol.001 - 008
- ゼントラ弁当マクロス風（アキバ鉄工）Vol.001 - 008
- マクロス7thコード（叶之明）Vol.001 - 008
- マクロスF しーくれっとびじょんず（ノシ 改め okiura）Vol.001 - 004
- 超生徒会長シェリル（げろたん）Vol.001 - 008
- 『娘ドラ◎』（喜久屋めがね）Vol.002 - 006
- アイドルはつらいよF（高雄右京）Vol.004 - 008
- マクロスプラス タックネーム（U.G.E.）Vol.005 - 008

### 読み切り漫画
- 番外編マクロスF（青木ハヤト）Vol.001、005
- マクロスF　抱きしめて、銀河の果てまで。（水島空彦）Vol.001
- 新装版マクロス7トラッシュダイジェスト（美樹本晴彦）Vol.003
- らき☆すた（美水かがみ）Vol.003
- マクロスF ランカノオト（ひらぶき雅浩）Vol.004
- マクロス7 サニーフラワーの一番長い日（小林耕介）Vol.004
- マクロスF S.M.S☆物語（氷堂涼二）Vol.005
- パインパインパイン（ひらぶき雅浩）Vol.006
- イツワリノヨウセイ!?（ひらぶき雅浩）Vol.007
- かっとばせマクロス（武東宗哉）Vol.007
- 「マクロストライアングルフロンティア」夢の“学園モード”ごちゃまぜVer.（戸田陽近、協力：バンダイナムコゲームス）Vol.008
- ハナヨメオーバーフロウ（ひらぶき雅浩）Vol.008
- MACROSS THE FIRST CONTACT（ゆづか正成）Vol.008
- 9ナンバー・マニアクス（たいち庸）Vol.008

## 小説
- 小説マクロスF（小太刀右京）Vol.001 -

## インタビュー記事
- 天神英貴（『マクロス ゼロ』『マクロスF』メカニックアート）
- 美樹本晴彦（『超時空要塞マクロス』『超時空要塞マクロスII』キャラクターデザイン、『マクロス7』キャラクター原案）
- 中村悠一（『マクロスF』早乙女アルト役）
- May'n（『マクロスF』シェリル・ノーム歌役）
- 中島愛（『マクロスF』ランカ・リー役）
- 河森正治（『超時空要塞マクロス』メカデザイン、『マクロスプラス』『マクロス7』原作、『マクロスF』総監督他）
- 飯島真理（『超時空要塞マクロス』リン・ミンメイ役）
- 菅野よう子（『マクロスプラス』『マクロスF』音楽）
- 石垣純哉（『マクロス ゼロ』『マクロスF』メカデザイン）
- 神谷浩史（『マクロスF』ミハエル・ブラン役）
- 福山潤（『マクロスF』ルカ・アンジェローニ役）
- 小西克幸（『マクロスF』オズマ・リー役）
- 杉田智和（『マクロスF』レオン・三島役）

### 連載
- 宮武一貴（「マクロスシリーズ」メカデザイン）
- 板野一郎（『超時空要塞マクロス』作画監督、『マクロスプラス』『マクロス ゼロ』特技監督）

## コラム
- May'nのこだわる道!!!
- 中島愛のMY 愛TEM
- 石黒昇の大久保界隈通信
- 小原乃梨子のパインサラダ記念日
- ばじゅらんぼう（高橋ゆういち）

## その他の記事
マクロスグッズニュース
プラモデル、超合金、フィギュア、トレーディングカード、プライズ、アパレルグッズなどマクロスに関する商品の紹介ページ。
なぜなにまくろす!
『超時空要塞マクロス THE FIRST』の設定を解説する。文章は波志本泰、絵はゆづか正成。
マクロス7アウトライン（セブンスコードアウトライン）
『マクロス7』および「マクロス7thコード」の解説と4コマ漫画。テキスト、漫画は山本鳴海が担当。
アニメ評論家 氷川竜介の『語る!』
評論家、氷川竜介による『超時空要塞マクロス』に関する解説・論評。
MACROSS MECHANICS（マクロスメカニクス）
「マクロスシリーズ」に登場するメカを文章と設定画で解説する。第3号から連載開始。
MACROSS非公式×機MECATRONICS（マクロスひこうしきボツきメカトロニクス）
マクロスの設定担当のDr.千葉がオリジナル設定の妄想機体を紹介する。イラストはI-IV。創刊当初は少なかったメカに関する記事を補充するためとして第3号から連載開始。色気のない記事がなりそうだからという理由で『マクロスF』に登場する女性キャラクターのクラン・クランが講義をするという体裁になっている。
ヤックデカルチャー通信
読者が投稿したイラストや感想を掲載したページ。下は10代前半から、上は40代まで幅広い年代のファンが投稿している。ヤックデカルチャーはマクロス世界内の言葉で驚きを表す感動詞。第2号より開始。

## 単行本
マクロス コミックゼントラ盛り
本誌に掲載された4コマ漫画や読み切り作品を収録。2011年3月26日発売。ISBN 978-4047156753